# Wittenburg-conferentie

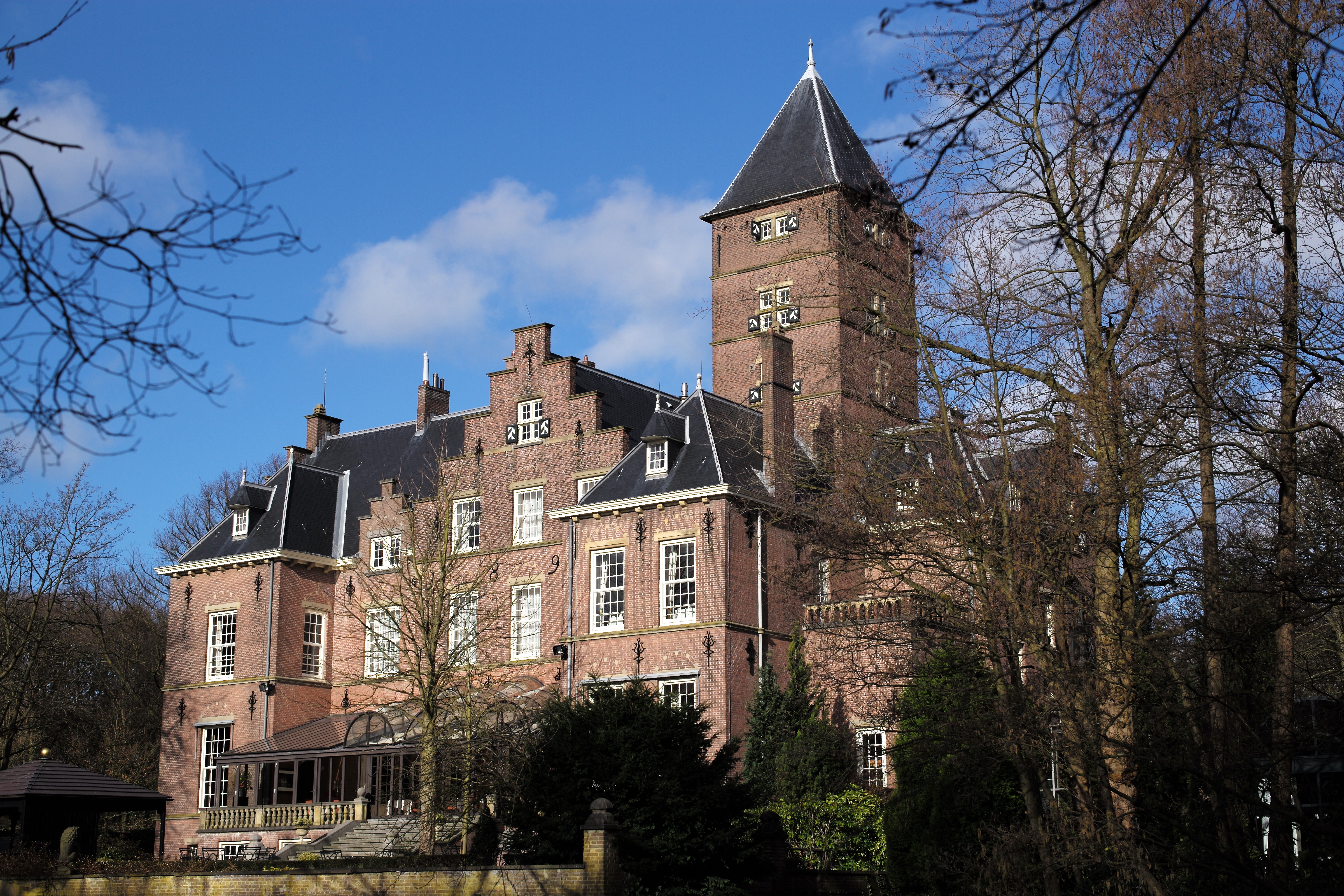
Kasteel De Wittenburg was de locatie van de eerste bijeenkomst

De Wittenburg-conferenties zijn Nederlands-Turkse bijeenkomsten met als doel de bilaterale betrekkingen en samenwerking tussen Turkije en Nederland te versterken door middel van bijeenkomsten van specifieke werkgroepen en het uitwisselen van standpunten over onderwerpen van gemeenschappelijk belang. De bijeenkomsten zijn op ministerieel en ambtelijk niveau en worden om en om in Nederland en Turkije gehouden. Er wordt gesproken over sociale, economische, culturele en veiligheidsthema's.

## Geschiedenis
De eerste Wittenburg-conferentie vond plaats in 2008 in kasteel De Wittenburg. De bijeenkomsten vinden plaats in overeenstemming met het memorandum van overeenstemming, ondertekend in maart 2008, gericht op het versterken van de Turks-Nederlandse bilaterale betrekkingen en de samenwerking tussen Turkije en Nederland. Van 2014 tot en met 2018 was er geen bijeenkomst. Bij de zevende editie in Amsterdam in 2019, toen de banden weer waren aangehaald, was het voornemen om het jaarlijks te organiseren – wat niet lukte in verband met de coronapandemie. De bijeenkomst in juni 2022 in Ankara haalde de ministeriële en ambtelijke banden weer aan. Men besprak thema’s als de Turks-Nederlandse gemeenschap, terrorismebestrijding, de EU-Turkije relatie, klimaat en energie.

## Mogelijke uitbreiding
De Adviesraad Internationale Vraagstukken (AIV), het adviescollege voor de Nederlandse regering en parlement op het gebied van buitenlands beleid, adviseert in haar rapport om het Wittenburg-conferentie op korte termijn uit te breiden met Duitsland en dit bij voortgang om te zetten in een meer permanente tripartiete overlegstructuur.